# 第七届全国人民代表大会
中华人民共和国第七屆全國人民代表大會（簡稱第七屆全国人大），任期由1988年3月至1993年3月，期間共召開過五次會議。

## 第一次会议
第一次會議於1988年3月25日至4月13日在北京召開。
会议上审议并通过了关于确认第六届全国人民代表大会常务委员会同意赵紫阳辞去国务院总理职务的决定。通过了由國務院代總理李鵬所作的《政府工作报告》。還通過了全国人民代表大会常务委员会工作报告、关于1988年国民经济和社会发展计划草案的报告、关于1987年国家预算执行情况和1988年国家预算草案的报告、最高人民法院與最高人民檢察院的年度工作報告。
《中華人民共和國憲法》修正案通過。會議還決定了成立澳门特别行政区基本法草委会，並決議成立海南省與海南經濟特區。

### 選舉／任命結果[1]
- 第七屆全國人民代表大會常務委員會委員長：萬里
- 第七屆全國人民代表大會常務委員會副委員長：习仲勋、乌兰夫（蒙古族）、彭冲、韦国清（壮族）、朱学范、阿沛·阿旺晋美（藏族）、班禅额尔德尼·确吉坚赞（藏族）、赛福鼎·艾则孜（维吾尔族）、周谷城、严济慈、荣毅仁、叶飞、廖汉生（土家族）、倪志福、陈慕华（女）、费孝通、孙起孟、雷洁琼（女）、王汉斌
- 第七屆全國人民代表大會常務委員會秘書長：彭沖（兼）
- 第七屆全國人民代表大會常務委員會委員：103人
- 中華人民共和國主席：楊尚昆
- 中華人民共和國副主席：王震
- 中華人民共和國中央軍事委員會主席：鄧小平
- 中华人民共和国最高人民法院院长：任建新
- 中华人民共和国最高人民检察院检察长：刘复之

### 任命决定
- 中華人民共和國國務院總理：李鵬
- 中華人民共和國國務院副總理：姚依林、田紀雲、吳學謙，後任命副總理：鄒家華、朱鎔基
- 中华人民共和国国务院国务委员：李铁映、秦基伟、王丙乾、宋健、王芳、邹家华、李贵鲜、陈希同、陈俊生，后增补国务委员：钱其琛
- 中華人民共和國中央軍事委員會副主席：赵紫阳、杨尚昆
- 中華人民共和國中央軍事委員會委員：洪学智、刘华清、秦基伟、迟浩田、杨白冰、赵南起

### 得票情况
| 人大代表概况             | 人大代表概况     | 人大代表概况     | 人大代表概况     | 人大代表概况   | 人大代表概况   | 人大代表概况   | 人大代表概况   |
| 应到人数                 | 应到人数         | 应到人数         | 应到人数         | 实到人数       | 实到人数       | 实到人数       | 实到人数       |
| ------------------------ | ---------------- | ---------------- | ---------------- | -------------- | -------------- | -------------- | -------------- |
| 2978人                   | 2978人           | 2978人           | 2978人           | 2970人         | 2970人         | 2970人         | 2970人         |
| 选举国家主席             | 选举国家主席     | 选举国家主席     | 选举国家主席     | 选举国家副主席 | 选举国家副主席 | 选举国家副主席 | 选举国家副主席 |
| 候选人                   | 赞成票           | 反对票           | 弃权             | 候选人         | 赞成票         | 反对票         | 弃权           |
| 杨尚昆                   | 2,812            | 124              | 34               | 王震           | 2,681          | 212            | 77             |
| 选举中央军委主席         | 选举中央军委主席 | 选举中央军委主席 | 选举中央军委主席 | 任命国务院总理 | 任命国务院总理 | 任命国务院总理 | 任命国务院总理 |
| 候选人                   | 赞成票           | 反对票           | 弃权             | 候选人         | 赞成票         | 反对票         | 弃权           |
| 邓小平                   | 2,937            | 25               | 8                | 李鹏           | 2,947          | 18             | 5              |
| 选举全国人大常委会委员长 |                  |                  |                  |                |                |                |                |
| 候选人                   | 赞成票           | 赞成票           | 赞成票           | 反对票         | 反对票         | 反对票         | 弃权           |
| 万里                     | 2,895            | 2,895            | 2,895            | 64             | 64             | 64             | 11             |

## 第二次会议
第七届全国人大第二次会议于1989年3月20日至4月4日召开，通过了《中华人民共和国行政诉讼法》、《中华人民共和国全国人民代表大会议事规则》以及关于国务院提请审议授权深圳市制定深圳经济特区法规和规章的议案的决定。自此，“全国人大会议于每年第一季度举行”成为正式规定，唯开幕日期此后数年仍有多次调整，1995年初步形成3月5日开幕的惯例，1998年至今除了极个别情况（如2020年因新冠疫情而推迟至5月开幕），全国人大全体会议都在3月5日开幕。
会议主席团共156人，秘书长彭冲，常务主席万里、习仲勋、彭冲、韦国清、朱学范、阿沛·阿旺晋美、赛福鼎·艾则孜、周谷城、严济慈、荣毅仁、叶飞、廖汉生、倪志福、陈慕华、费孝通、孙起孟、雷洁琼、王汉斌。

## 第三次会议
第七届全国人大第三次会议于1990年3月20日至4月4日召开，通过了《中華人民共和國香港特別行政區基本法》（包括三个附件和区旗、区徽图案），通过了邓小平辞去中华人民共和国中央军事委员会主席职务，选举江澤民繼任。
会议主席团共149人，秘书长彭冲，常务主席万里、习仲勋、彭冲、朱学范、阿沛·阿旺晋美、赛福鼎·艾则孜、周谷城、严济慈、荣毅仁、叶飞、廖汉生、倪志福、陈慕华、费孝通、孙起孟、雷洁琼、王汉斌。

## 第四次会议
第七届全国人大第四次会议于1991年3月25日至4月9日召开，批准《国民经济和社会发展十年规划和第八个五年计划纲要》，通过《中华人民共和国民事诉讼法》、《中华人民共和国外商投资企业和外国企业所得税法》。1991年4月8日，会议补选朱镕基为国务院副总理兼国务院生产办公室主任、党组书记。
会议主席团共147人，秘书长彭冲，常务主席万里、习仲勋、彭冲、朱学范、阿沛·阿旺晋美、赛福鼎·艾则孜、周谷城、严济慈、荣毅仁、叶飞、廖汉生、倪志福、陈慕华、费孝通、孙起孟、雷洁琼、王汉斌。

## 第五次会议
第七届全国人大第五次会议于1992年3月20日至4月3日召开，通过了《中华人民共和国全国人民代表大会和地方各级人民代表大会代表法》、《中华人民共和国工会法》、《中华人民共和国妇女权益保障法》。
会议主席团共144人，秘书长彭冲，常务主席万里、习仲勋、彭冲、朱学范、阿沛·阿旺晋美、赛福鼎·艾则孜、周谷城、严济慈、荣毅仁、叶飞、廖汉生、倪志福、陈慕华、费孝通、孙起孟、雷洁琼、王汉斌。
3月21日，国务院副总理邹家华第五次会议上提交的《关于提请审议兴建长江三峡工程议案的说明》。4月7日人大代表进行表决。

### 表决结果
| 审议长江三峡水利枢纽工程 | 审议长江三峡水利枢纽工程 | 审议长江三峡水利枢纽工程 | 审议长江三峡水利枢纽工程 | 审议长江三峡水利枢纽工程 |
| 议案                     | 赞成票                   | 反对票                   | 弃权                     | 未按表决器               |
| ------------------------ | ------------------------ | ------------------------ | ------------------------ | ------------------------ |
| 兴建长江三峡水利枢纽工程 | 1,767                    | 177                      | 664                      | 25                       |